# Сражение при Мелитене (576)
Сражение при Мелитене — два сражения во время ирано-византийской войны (572—591), произошедшие в 576 году между войсками Византийской империи и Сасанидского Ирана.

## Предыстория
В 576 году шахиншах Хосров I организовал наступление через Кавказ в Анатолию. Когда шах через персидскую Армению вошёл в византийскую Каппадокию и двинулся к Кесарии, византийский командующий Юстиниан (военный магистр Востока) собрал превосходящую армию и перекрыл ведущие к ней горные перевалы. Хосров отступил, разграбив при этом Себастею. Затем, намереваясь пересечь Евфрат, он начал отступать к Мелитене, где расположился лагерем.

## Первое сражение
Персы расположили свою конницу в две линии, а пехоту и лагерь разместили позади них. Тем временем византийцы применили уловку. Они скрыли вторую линию своей армии: первая линия была выстроена в открытом строю с копьями и штандартами, направленными вперед, что делало их линию максимально широкой, в то время как вторая линия была построена сомкнутым строем, опустив копья. Это сделало боевой порядок более глубоким.
Когда обе армии двинулись навстречу друг другу, персы неосознанно попали в ловушку, расставленную византийцами. Хосров послал свою вторую линию на фланги в попытке обойти ромеев, но византийская вторая линия начала резкую контратаку, заставив персов развернуться и отступить в беспорядке. Однако ромеи, отвлеченные богатствами шахского лагеря, не стали преследовать отступающих персов, а вместо этого решили его разграбить. Это позволило Хосрову построить свою пехоту в каре и сплотить отступающую кавалерию. Пока византийские войска занимались грабежом, Хосров атаковал северный лагерь Юстиниана, разграбил его и обратил в бегство солдат. После этого иранцы двинулись в Мелитену, разграбили и сожгли её. 

## Второе сражение
На следующий день две армии выстроились в боевой порядок у Мелитены, но просто наблюдали друг за другом, несмотря на провокации с византийской стороны. Ночью, когда обе стороны отступили в свои лагеря, персы попытались тайно пересечь Евфрат. Однако ромеи предвидели этот шаг, и, когда иранская армия начала переправляться, они пошли в атаку, начав избиение войск противника. Персы понесли тяжёлые потери, но сасанидскому шахиншаху удалось вырваться с половиной своей армии. Византийцы захватили большую добычу, в том числе 24 боевых слона, которых отправили в Константинополь.
Следующей зимой Юстиниан продвинулся вглубь персидской территории через Мидию Атропатену и перезимовал со своей армией на южных берегах Каспийского моря. Тем не менее, он не смог восстановить контроль над персидской Арменией.